# 建毀棋
建毀棋（Order and Chaos）是Sniderman Stephen在1981年在遊戲雜誌《Games Magazine》推出的連棋類遊戲，也是紙筆遊戲。

## 棋具
- 6*6方格棋盤，共三十六個棋位。

## 規則
- 空枰開局，每方輪流在任一格填O或X符號。
- 先行方以五個或以上的同符號以縱、橫、斜方向連一線為勝，若在填滿棋盤時時依未達成，則後行方勝利[2]。